# 88 Thisbe
88 Thisbe (in italiano 88 Tisbe) è uno dei più grandi asteroidi della Fascia principale.
Thisbe fu scoperto da Christian Heinrich Friedrich Peters il 15 giugno 1866 dall'osservatorio dell'Hamilton College di Clinton; venne battezzato così in onore di Tisbe, figura della mitologia babilonese, le cui gesta sono narrate in antica fiaba romana.
Un'occultazione stellare di Thisbe è stata osservata il 7 ottobre 1981. Le misurazioni effettuate durante l'occultazione indicarono un diametro più grande di quanto atteso, pari a circa 232 chilometri.

## Caratteristiche orbitali
Ha una piccola MOID con 7 Iris con cui ha avuto e avrà numerosi passaggi ravvicinati: il 15 febbraio 1916 a 0,021 UA, il 23 luglio 1934 a 0.017 UA, il 27 dicembre 1952 a 0,017, il 31 maggio 1971 a 0,020, il 5 novembre 1989 a 0,047 UA, il 14 aprile 2008 a 0,035, il 19 settembre 2026 a 0,039 UA .